# سايتو هاجيمي
سايتو هاجيمي 斎藤 一 (ولد وتوفي في 18 فبراير 1844 - 28 سبتمبر 1915) كان ساموراي ياباني في نهاية حقبة إيدو، واشتهر بخدمته كقائد الوحدة الثالثة من فرقة شينسنغومي، يعد واحدا من قلائل الأفراد الرئيسيين الذين نجوا من الحروب المتعددة بنهاية نظام شوغون.

## السنوات الأولى
سايتو ولد في إيدو، مقاطعة موساشي (والتي تعرف الآن بطوكيو)، هناك معلومات قليلة عن بدايات حياته، انتقل من إيدو عام 1862 إلى كيوتو وتدرب في دوجو رجل يدعى يوشيدا الذي اعتمد على والد سايتو في الماضي. أسلوب قتاله قريب من أسلوب إيتو أو أسلوب موغاي.

## مع شينسنغومي
عمل سايتو في فرقة شينسنغومي، لم تتوفر معلومات مؤكده عن دوره فيها، قيل أنه عمل جاسوسا على المنظمات الأخرى، كما قيل أنه قام بإعدام الأفراد الفاسدين في الفرقة نفسها.
عندما أعيد ترتيب الفرقة في 1864، عين سايتو قائدا للوحدة الرابعة، وفي 1865 عين قائدا للوحدة الثالثة، يعد سايتو بنفس المستوى الذي كان عليه قائد الوحدة الأولى أوكيتا سوجي وقائد الوحدة الثانية ناكاغورا شينباتشي. شارك سايتو بمعارك كثيرة مع شينسنغومي، كمعركة توبا-فوشيمي ومعركة كوشو-كاتاسنوما، قبل أن ينسحب ومعه من نجا من شينسنغومي إلى مقاطعة أيزو.

## بعد ثورة ميجي
عرف سايتو وقتها باسم فوجيتا غورو 藤田 五郎، ارتحل إلى تونامي الإقليم الجديد لجماعة ماتسودايرا من أيزو. وهناك سكن مع كوراسوا هيجيمون الصديق القديم من كيوتو، قابل شينودا ياسو ليتزوجا في 25 أغسطس 1871، وحوالي تلك الفترة ارتبط سايتو بمكتب الشرطة. انتقل سايتو إلى طوكيو عام 1876 ليعمل ضابط شرطة في مركز شرطة مدينة طوكيو، بينما انتقلت ياسو مع كوراسوا وعائلته.
في 1874، تزوج سايتو من تاكاغي توكيو، لينجبا ثلاثة أبناء هم تسوتومو (1876-1956)، تسويوشي (1879-1946)، تاتسو (1886-1945)، ومنهم لا تزال سلالة سايتو مستمرة إلى اليوم.
قاتل سايتو بجانب حكومة ميجي في ثورة ساتسوما كفرد في فريق الشرطة الذي أرسل لدعم الجيش الإمبراطوري الياباني.

## في فنون القصص
نمت المعرفة بشخص سايتو في أوسطا متابعي المانغا والأنمي، كما في سلسلة روروني كنشين التي ضمنته في بطولة فصل من القصة، حيث يظهر كشخص شرير سبق أن تواجه ضد سفاح الإمبراطوريين السابق هيمورا كنشين، ليصبح حليفا له بتطور القصة لمقاتلة العدو المشترك شيشيو ماكوتو. صور سايتو كشخص طويل هادئ كالصورة التي تناقلت عن الشخصية التاريخية. كان سايتو محبا للقتل، حظي بصلاحية خاصة في حمل كاتانا، إلا أنه كان يقاتل بأسلوب خيالي يسمى غاتوتسو ولكن مقارب للطريقة التي كان سايتو يقاتل بها.

## اقرأ أيضا
- باكوماتسو
- استعراش ميجي
- سايتو هاجيمي، شخصية مبنية من مانغا وأنمي روروني كنشين

## وصلات خارجية
1. هاجيمي نو كيزو موقع مهدى إلى سايتو هاجيمي وفرقة شينسنغومي.
2. سايتو هاجيمي.
3. قاعدة بيانات شينسنغومي نسخة محفوظة 31 ديسمبر 2005 على موقع واي باك مشين. موقع يصنف المعلومات عن شينسنغومي.